# C11H8N4
分子式C11H8N4（摩尔质量：196.2 g/mol）可以指：
- 6-苯基嘌啉，CAS号：6505-01-7
- 7-苯基嘌啉，CAS号：18346-05-9

|  | 这个同类索引页列出了具有相同分子式的化学物（即同分異構體）条目。 除非您是有意链接至本页，否则应将相应条目的内部链接指向正确的条目。 |